# Teting-sur-Nied
Teting-sur-Nied (niem. Tetingen) – miejscowość i gmina we Francji, w regionie Grand Est, w departamencie Mozela.
Według danych na rok 1990 gminę zamieszkiwało 1037 osób, a gęstość zaludnienia wynosiła 105 osób/km² (wśród 2335 gmin Lotaryngii Teting-sur-Nied plasuje się na 360. miejscu pod względem liczby ludności, natomiast pod względem powierzchni na miejscu 613.).